# Бур, Тён
Тён Бур (нидерл. Teun Boer; род. 5 мая 2001 года в Неймегене, Нидерланды) — нидерландский шорт-трекист, чемпион мира, 2-кратный чемпион Европы и серебряный призёр чемпионата Европы. Выступает за клуб "Nijmeegse Schaatsvereniging".

## Спортивная карьера
Тён Бур с раннего детства катался на коньках со своим отцом на катке "Triavium" в Неймегене. Примерно в возрасте 10 лет он решил заняться шорт-треком, вступив в клуб "Nijmeegse Schaatsvereniging", и уже в сезоне 2010/11 участвовал в своих первых детских соревнованиях. Сначала он три года тренировался в Дордрехте в "RTC"(Региональный центр талантов) и при этом два года жил в этом городе.
Параллельно он соревновался на длинных дистанциях и в 2015 году стал клубным чемпионом Неймегена в спринте.  Бур продолжал попадать на подиум до 2020 года включительно. В январе 2016 года занял 2-е место в беге на 500 м и 5-е в общем зачёте на своём первом чемпионате Нидерландов среди юниоров по шорт-треку. Через 2 года он дебютировал на взрослом чемпионате Нидерландов и стал только 21-м в личном зачёте многоборья. 
Он дебютировал на чемпионате мира среди юниоров 2020 года, где занял 8-е место с командой в эстафете. В декабре 2021 года Бур выиграл бронзовую медаль в беге на 500 м на чемпионате Нидерландов и был вызван в Национальную сборную на сезон 2022/23. В октябре 2022 года впервые участвовал на Кубке мира и на первом этапе в Монреале поднялся на 3-е место в забеге на 1000 м. В феврале 2023 года на этапе в Дордрехте стал чемпионом в смешанной эстафете.
В марте на чемпионате мира в Сеуле он занял 23-е место в забеге на 500 м и выиграл золотую медаль в смешанной эстафете. В сезоне 2023/24 на Кубке мира смог трижды выиграть с командой смешанную эстафету и дважды стал вторым. В январе 2024 года на чемпионате Европы в Гданьске завоевал золотые медали в смешанной и мужской эстафетах и серебряную медаль в забеге на 500 м. Следом на домашнем чемпионате мира в Роттердаме занял 13-е место на дистанции 500 м и 4-е места в обеих эстафетах.

## Личная жизнь
Тён Бур изучал маркетинг и коммуникации с 2017 по 2020 год в Академии молодых талантов в Неймегене. В настоящее время проживает в Херенвене и изучает спортивный маркетинг в Академии Йоханна Кроиффа в Гронингене в области  коммерческой экономики, входящей в состав Университета прикладных наук Ханзе.